# 藤沢晃治
藤沢 晃治（ふじさわ こうじ）は、日本の文筆家。慶應義塾大学卒業。管理工学を専攻し、AI(人工知能)という略語がまだ一般的ではなかった当時、AIに興味を持つ。卒論でも、AIの原点と言える「チェスを指すプログラム」を作成。大手メーカーでも専攻を活かして、ソフトウェア・エンジニアとして勤務。
『「分かりやすい説明」の技術』『「分かりやすい文章」の技術』『「分かりやすい表現」の技術』の３部作のベストセラーなど、講談社・ブルーバックスのシリーズが合計６５万部を超える。メーカー退職後、数多くの企業向けの研修で活躍中。「分かりやすく伝える技術」をテーマに、日本テレビ系の教育バラエティ番組『世界一受けたい授業』にも講師として出演。
ＴＯＥＩＣ９００点、英検１級、通訳ガイド資格(英語)、工業英検１級(現在の「技術英検プロフェッショナル」)、EPT英語発音検定(指導者レベル)などの資格も持つ。
３部作のほかに『日本人が英語をモノにする一番確実な勉強法』（三笠書房）、『心を動かすプレゼンの技術』（角川書店）、『頭のいい段取りの技術』（日本実業出版社）、『判断力を強くする』（講談社）など著書多数。https://www.fkohji.com/

## 来歴
慶應義塾大学工学部管理工学科卒。大手メーカーでエンジニアとして勤務。一部の社員から「プレゼンの神様」と呼ばれる。のち独立し、講演、企業向け研修などを中心に活動。
独学で英語を習得し、英検１級、TOEIC900点、通訳ガイド（国家資格）、工業英検一級などの資格も持つ。

## 著書
- 『30歳からの英語攻略 学校では教えてくれなかった学びのメカニズム』PHP研究所 1997　「日本人が「英語をモノにする」一番確実な勉強法』三笠書房 知的生きかた文庫
- 『「分かりやすい表現」の技術 意図を正しく伝えるための16のルール』講談社ブルーバックス 1999
- 『「分かりやすい英文」を書く技術 ビジネスに必要なのは「話す」よりも「書く」英語だ!』ダイヤモンド社 2001
- 『「分かりやすい説明」の技術 最強のプレゼンテーション15のルール』講談社ブルーバックス 2002
- 『「英語オンチ」は絶対なおる! 英語脳を鍛える20の魔法』幻冬舎 2004
- 『電車で覚えるビジネス英文作成術』日経ビジネス人文庫　2004
- 『「分かりやすい文章」の技術 読み手を説得する18のテクニック』講談社ブルーバックス 2004
- 『理解する技術 情報の本質が分かる』PHP新書 2005
- 『頭の悪い人々　だから、困る!』三笠書房 2006
- 『疑う技術 ウソを見破る9つの視点』PHP新書 2006
- 『小心者の技術 態度のデカいヤツに負けない方法』大和書房 2006
- 『図解「伝える」技術ルール10 話して伝える書いて伝える図表で伝える コミュニケーション技術のカリスマ藤沢晃治先生の誌上公開セミナー』講談社 2006
- 『分かりやすい図解コミュニケーション術』講談社+α新書 2006
- 『頭のいい段取りの技術 仕事効率を劇的にアップさせる』日本実業出版社 2007
- 『夢を実現する技術』PHP新書 2008
- 『「分かりやすい教え方」の技術 「教え上手」になるための13のポイント』講談社ブルーバックス 2008
- 『英語の点と線 分かりやすい「英会話の技術」』角川SSC新書 2009
- 『頭のいい人、悪い人の思考法』三笠書房 2010
- 『「交渉力」を強くする 上手な交渉のための16の原則』講談社ブルーバックス 2010
- 『心を動かすプレゼンの技術 人前で話すのが苦手なあなたへ』角川oneテーマ21 2010
- 『「判断力」を強くする 正しく判断するための14の指針』講談社ブルーバックス 2012
- 『「説得力」を強くする 必ず相手を納得させる14の作戦』講談社ブルーバックス  2015